# MSW Heavyweight Championship
Il MSW Heavyweight Championship, promosso tra il 2006 e il 2012 come NWA Mountain State Heavyweight Championship, è stato un titolo promosso dalla federazione Mountain State Wrestling, fino al 2012 associata alla National Wrestling Alliance (NWA).
Il titolo è stato attivo dal 2004 al 2017, quando fu disattivato con la chiusura della federazione. 

## Albo d'oro
| Legenda  |                                                                               |
| -------- | ----------------------------------------------------------------------------- |
| #        | Indica il numero del regno titolato                                           |
| Regno    | Viene indicato il numero del regno del campione                               |
| Data     | La data in cui il titolo è stato vinto                                        |
| Località | Indica il luogo in cui il titolo è stato vinto                                |
| Note     | Indica notizie particolari riguardanti i cambi di titolo o altre informazioni |

| #  | Campione          | Regno | Data              | Giorni | Località                         | Evento        | Note | Fonti |
| -- | ----------------- | ----- | ----------------- | ------ | -------------------------------- | ------------- | --- | ----- |
| 1  | War Machine       | 1     | 8 luglio 2004     | 140    | Beckley, Virginia Occidentale    | House show    | In uno spareggio per decretare il campione inaugurale del MSW Heavyweight Championship contro Eric Darkstorm. |       |
| 2  | Johnny Blast      | 1     | 25 novembre 2004  | 112    | Beckley, Virginia Occidentale    | House show    | |       |
| 3  | Cuban Assassin #2 | 1     | 17 marzo 2005     | 70     | Beckley, Virginia Occidentale    | House show    | |       |
| 4  | Johnny Blast      | 2     | 26 maggio 2005    | 35     | Beckley, Virginia Occidentale    | House show    | |       |
| 5  | Scotty McKeever   | 1     | 30 giugno 2005    | 2      | Mount Hope, Virginia Occidentale | House show    | |       |
| 6  | Johnny Blast      | 3     | 2 luglio 2005     | 15     | Hinton, Virginia Occidentale     | House show    | |       |
| 7  | Scotty McKeever   | 2     | 17 luglio 2005    | 74     | Mount Hope, Virginia Occidentale | House show    | |       |
| 8  | Kid Apollo        | 1     | 29 settembre 2005 | 65     | Mount Hope, Virginia Occidentale | House show    | |       |
| —  | Vacante           | —     | 3 dicembre 2005   | —      | —                                | —             | Il titolo fu reso vacante per mancata difesa da parte di Apollo. |       |
| 9  | Danny Ray         | 1     | 3 dicembre 2005   | 217    | Mullens, Virginia Occidentale    | House show    | In una battle royal per riassegnare il titolo vacante. Durante questo regno la MSW iniziò a collaborare con la National Wrestling Alliance e il titolo cambiò nome in NWA Mountain State Heavyweight Championship. |       |
| 10 | War Machine       | 2     | 8 luglio 2006     | 189    | Mullens, Virginia Occidentale    | House show    | |       |
| 11 | Frank Parker      | 1     | 13 gennaio 2007   | 329    | Mount Hope, Virginia Occidentale | House show    | |       |
| 12 | Maestro           | 1     | 8 dicembre 2007   | 245    | Hinton, Virginia Occidentale     | House show    | |       |
| 13 | Jason Kincaid     | 1     | 9 agosto 2008     | 218    | Beaver, Virginia Occidentale     | House show    | |       |
| 14 | Maestro           | 2     | 15 marzo 2009     | 188    | Princeton, Virginia Occidentale  | House show    | |       |
| 15 | Derek Billings    | 1     | 19 settembre 2009 | 63     | Falls View, Virginia Occidentale | House show    | |       |
| 16 | Maestro           | 3     | 21 novembre 2009  | 119    | Mullens, Virginia Occidentale    | House show    | In un 3-way match in cui era coinvolto anche King Richard. |       |
| 17 | King Richard      | 1     | 20 marzo 2010     | 109    | Rand, Virginia Occidentale       | March Madness | | [ 2 ] |
| 18 | Maestro           | 4     | 7 luglio 2010     | 276    | Hinton, Virginia Occidentale     | House show    | Sconfiggendo Derik Billings, che sostituiva King Richard. |       |
| 19 | Karl              | 1     | 9 aprile 2011     | 133    | Hinton, Virginia Occidentale     | House show    | |       |
| 20 | Johnny Blast      | 4     | 20 agosto 2011    | 147    | Hinton, Virginia Occidentale     | House show    | |       |
| 21 | Lance Erikson     | 1     | 14 gennaio 2012   | --     | Rand, Virginia Occidentale       | House show    | |       |
| —  | Vacante           | —     | novembre 2012     | —      | —                                | —             | Il titolo fu reso vacante quando la MSW terminò l'affiliazione con la National Wrestling Alliance. |       |
| 22 | Ken Steel         | 3     | 4 maggio 2013     | 1043   | Hinton, Virginia Occidentale     | House show    | In uno spareggio per riassegnare il titolo, nuovamente promosso come MSW Heavyweight Championship, contro Scott Lee. Steel era già stato campione con il nome di War Machine.                                      |       |
| —  | Vacante           | —     | 12 marzo 2016     | —      | —                                | —             | Il titolo fu reso vacante per motivi non noti. |       |
| 23 | Rolling Thunder   | 1     | 2 luglio 2016     | --     | Hinton, Virginia Occidentale     | Freedom Fest  | In un torneo per riassegnare il titolo vacante, sconfiggendo in finale Dan Richards. | [ 3 ] |
| —  | Vacante           | —     | 2017              | —      | —                                | —             | Il titolo fu reso vacante per motivi non noti. |       |
| 24 | Daniel Halen      | 1     | 8 luglio 2017     | --     | Newport, Virginia                | House show    | In una battle royal per riassegnare il titolo vacante. |       |
| —  | Disattivato       | —     | 2017              | —      | —                                | —             | Il titolo fu disattivato con la chiusura della federazione. |       |